# 카바르다어
카바르다어(Къэбэрдеибзэ) 또는 카바르다 아디게어(Къэбэрдей Адыгэбзэ)는 러시아 남부, 북캅카스에 위치하는 카바르디노발카르 공화국과 카라차예보체르케스카야 공화국에서 카바르다인이 사용하는 언어이다. 압하스어나 아디게어와 함께 북서캅카스어파에 속한다. 구사자는 약 65만명이고 북캅카스 외에도 터키나 사우디아라비아, 요르단 등 중동과 미국에도 카바르다어 사용자가 존재한다.
주로 아디게야 공화국에서 사용하고 있는 아디게어와 가깝고, 2개의 언어를 정리해서 체르케스어군으로, 아디게어를 서체르케스어, 카바르다어를 동체르케스어라고 부르기도 한다.
48개의 자음을 가졌지만, 모음은 2개밖에 없다. 모음이 하나도 없는 언어라고 여겨진 적도 있었다.

## 문자
문자는 키릴 문자를 사용한다.
| А а   | Э э     | Б б   | В в     | Г г     | Гу гу     | Гъ гъ | Гъу гъу | Д д   | Дж дж |
| Дз дз | Е е     | Ё ё   | Ж ж     | Жь жь   | З з       | И и   | Й й     | К к   | Ку ку |
| Кӏ кӏ | Кӏу кӏу | Къ къ | Къу къу | Кхъ кхъ | Кхъу кхъу | Л л   | Лъ лъ   | Лӏ лӏ | М м   |
| Н н   | О о     | П п   | Пӏ пӏ   | Р р     | С с       | Т т   | Тӏ тӏ   | У у   | Ф ф   |
| Фӏ фӏ | Х х     | Ху ху | Хь хь   | Хъ хъ   | Хъу хъу   | Ц ц   | Цӏ цӏ   | Ч ч   | Ш ш   |
| Щ щ   | Щӏ щӏ   | Ы ы   | ъ       | ь       | Ю ю       | Я я   | Ӏ ӏ     | Ӏу ӏу |       |